# Список послов России и СССР в Греции
В статье представлен список послов России и СССР в Греции.

## Хронология дипломатических отношений
- 3 июля 1828 г. — установлены дипломатические отношения на уровне миссий. Открыта российская миссия в Навплии.
- 1834 г. — российская миссия перенесена из Навплии в Афины.
- 26 октября 1917 г. — дипломатические отношения прерваны после Октябрьской революции.
- 8 марта 1924 г. — установлены дипломатические отношения на уровне миссий.
- 3 июня 1941 г. — дипломатические отношения прерваны после оккупации Греции Германией и Италией.
- 30 июля 1941 г. — восстановлены дипломатические отношения с правительством Греции в Лондоне на уровне миссий.
- 14 апреля 1943 г. — миссии преобразованы в посольства.
- В 1941—1943 гг. дипломатические отношения со стороны СССР осуществлялись через посольство СССР при Союзных правительствах в Лондоне, в 1943—1945 гг. — через миссию СССР в Египте.

## Список послов
| Срок полномочий                    | Посол                              | Годы жизни | Вручение верительных грамот | Комментарии                                          |
| ---------------------------------- | ---------------------------------- | ---------- | --------------------------- | ---------------------------------------------------- |
| Российская империя                 |                                    |            |                             |                                                      |
| 2 июля 1828 — 31 марта 1829        | Марк Николаевич Булгари            | 1794—1829  |                             | С особым поручением                                  |
| 31 марта 1829 — 7 мая 1831         | Виктор Никитич Панин               | 1801—1874  |                             | Поверенный в делах                                   |
| 27 декабря 1830 — 4 июня 1833      | Пётр Иванович Рикман               | 1790—1845  |                             | Поверенный в делах                                   |
| 13 декабря 1832 — 16 октября 1843  | Гавриил Антонович Катакази         | 1794—1867  |                             | С особым поручением до 31 июля 1833, затем посланник |
| 11 ноября 1843 — 9 января 1857     | Иван Эммануилович Персиани         | 1790—1888  |                             | Поверенный в делах                                   |
| 9 января 1857 — 25 октября 1861    | Александр Петрович Озеров          | 1817—1900  |                             | Посланник                                            |
| 25 октября 1861 — 30 августа 1865  | Андрей Дмитриевич Блудов           | 1817—1886  |                             | Посланник                                            |
| 30 августа 1865 — 29 мая 1870      | Евгений Петрович Новиков           | 1826—1903  |                             | Посланник                                            |
| 29 мая 1870 — 22 декабря 1879      | Пётр Александрович Сабуров         | 1835—1918  |                             | Посланник                                            |
| 26 апреля 1880 — 16 июня 1880      | Михаил Фёдорович Бартоломей        | 1836—1895  |                             | Посланник                                            |
| 16 июня 1880 — 8 февраля 1884      | Николай Павлович Шишкин            | 1830—1902  |                             | Посланник                                            |
| 9 февраля 1884 — 15 ноября 1889    | Евгений Карлович Бюцов             | 1837—1904  |                             | Посланник                                            |
| 15 ноября 1889 — 20 мая 1901       | Михаил Константинович Ону          | 1835—1901  |                             | Посланник                                            |
| 1 июня 1901 — 1902                 | Роман Романович Розен              | 1847—1921  |                             | Посланник                                            |
| 12 ноября 1902 — 17 мая 1910       | Юрий Николаевич Щербачёв           | 1851—1917  |                             | Посланник                                            |
| 1910 — 1912                        | Сергей Николаевич Свербеев         | 1857—1922  |                             | Посланник                                            |
| 1912 — 3 марта 1917                | Элим Павлович Демидов              | 1868—1943  |                             | Посланник                                            |
| Временное правительство России     |                                    |            |                             |                                                      |
| Март 1917 — 26 октября 1917        | Элим Павлович Демидов              | 1868—1943  |                             | Посланник                                            |
| СССР                               |                                    |            |                             |                                                      |
| 7 мая 1924 — 3 ноября 1929         | Алексей Михайлович Устинов         | 1879—1937  | 10 июня 1924                | Полномочный представитель                            |
| 3 ноября 1929 — 26 сентября 1932   | Владимир Петрович Потёмкин         | 1874—1946  | 18 ноября 1929              | Полномочный представитель                            |
| 27 сентября 1932 — 20 марта 1934   | Яков Христофорович Давтян          | 1888—1938  | 28 октября 1932             | Полномочный представитель                            |
| 28 апреля 1934 — 28 апреля 1937    | Михаил Вениаминович Кобецкий       | 1881—1937  | 26 мая 1934                 | Полномочный представитель                            |
| 1937 — 18 июля 1937                | Александр Григорьевич Бармин       | 1899—1987  | —                           | Поверенный в делах                                   |
| 18 июля 1937 — 31 мая 1939         | Николай Иванович Шаронов           | 1901—?     | 20 октября 1937             | Полномочный представитель                            |
| 1939 — 3 июня 1941                 | Михаил Григорьевич Сергеев         | 1903—1993  | —                           | Поверенный в делах                                   |
| 3 сентября 1941 — 12 ноября 1943   | Александр Ефремович Богомолов      | 1900—1969  | 21 октября 1941             | Посланник до 14 апреля 1943, затем посол             |
| 12 ноября 1943 — 11 декабря 1945   | Николай Васильевич Новиков         | 1903—1989  | 9 декабря 1943              |                                                      |
| 11 декабря 1945 — 5 сентября 1947  | Константин Константинович Родионов | 1901—1981  | 3 января 1946               |                                                      |
| 23 июля 1953 — 5 января 1962       | Михаил Григорьевич Сергеев         | 1903—1993  | 19 сентября 1953            |                                                      |
| 5 января 1962 — 31 мая 1968        | Николай Иванович Корюкин           | 1915—1982  | 8 марта 1962                |                                                      |
| 31 мая 1968 — 1 марта 1973         | Климент Данилович Лёвычкин         | 1907—1984  | 4 сентября 1968             |                                                      |
| 1 марта 1973 — 12 марта 1976       | Игорь Матвеевич Ежов               | 1921—1980  | 14 мая 1973                 |                                                      |
| 12 марта 1976 — 11 сентября 1979   | Иван Иванович Удальцов             | 1918—1995  | 13 апреля 1976              |                                                      |
| 11 сентября 1979 — 1 сентября 1984 | Владимир Фёдорович Кабошкин        | 1918—1992  | 18 сентября 1979            |                                                      |
| 1 сентября 1984 — 31 января 1986   | Игорь Юрьевич Андропов             | 1941—2006  | 22 октября 1984             |                                                      |
| 31 января 1986 — 30 мая 1988       | Виктор Фёдорович Стукалин          | 1927—2016  |                             |                                                      |
| 30 мая 1988 — 25 декабря 1991      | Анатолий Алексеевич Слюсарь        | 1934—2013  |                             |                                                      |
| Российская Федерация               |                                    |            |                             |                                                      |
| 18 марта 1992 — 17 апреля 1997     | Валерий Дмитриевич Николаенко      | 1941—      |                             |                                                      |
| 2 октября 1997 — 24 сентября 1998  | Валентина Ивановна Матвиенко       | 1949—      |                             |                                                      |
| 13 января 1999 — 10 ноября 2003    | Михаил Николаевич Бочарников       | 1948—      |                             |                                                      |
| 17 ноября 2003 — 24 декабря 2008   | Андрей Валентинович Вдовин         | 1949—      |                             |                                                      |
| 24 декабря 2008 — 16 июня 2014     | Владимир Ираклиевич Чхиквишвили    | 1948—      | 27 февраля 2009             |                                                      |
| 16 июня 2014 — настоящее время     | Андрей Михайлович Маслов           | 1955—      |                             |                                                      |